# Miriam Pharo

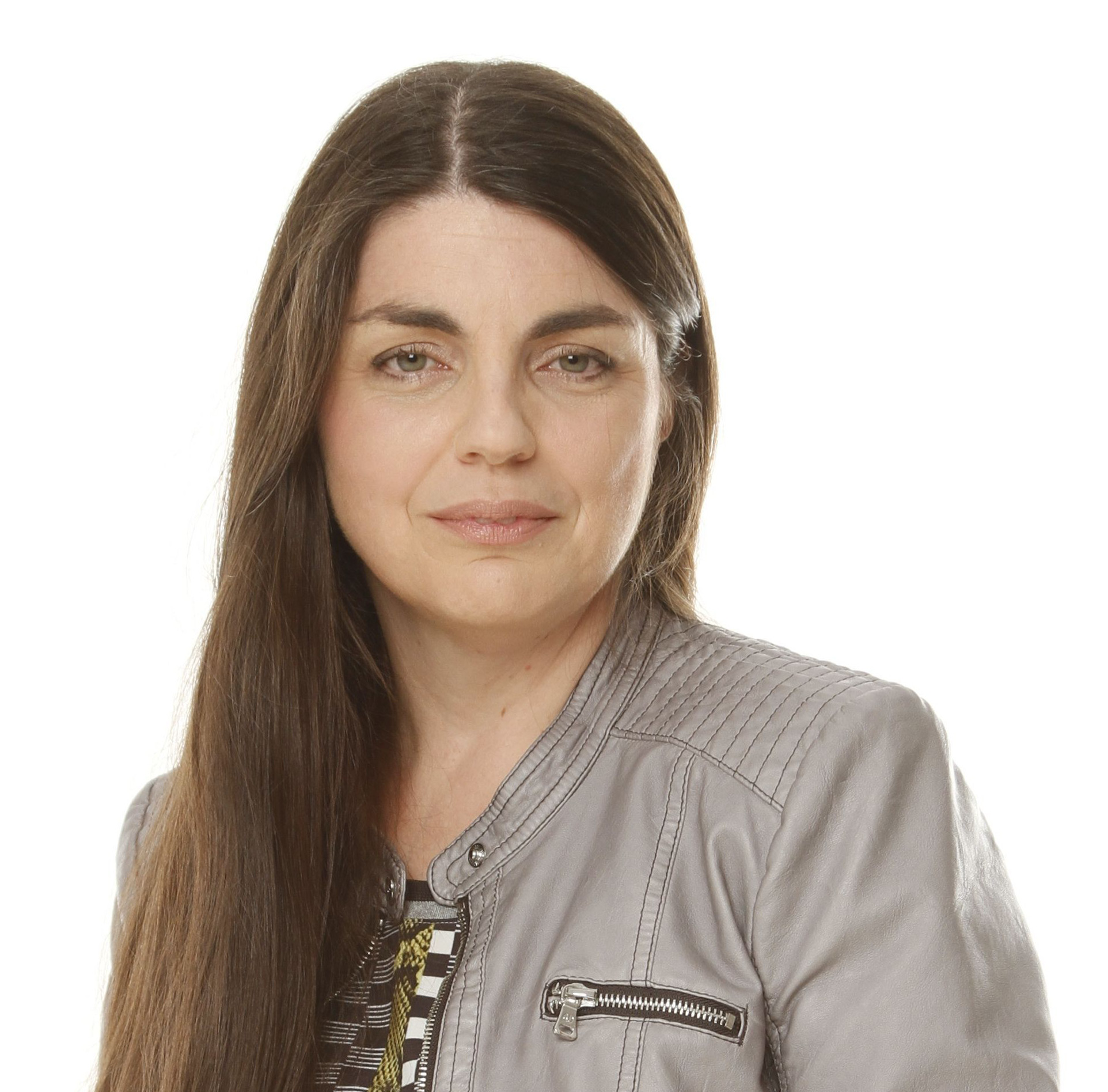
Miriam Pharo (2015)

Miriam Pharo (* 8. Mai 1966 in Córdoba, Spanien) ist eine französischstämmige Autorin.

## Leben
Pharo wuchs auf der französischen Île d’Oléron auf, südlich von La Rochelle; mit neun Jahren kam sie nach Deutschland, studierte in Mainz und Heidelberg Slawistik, Romanistik und Politikwissenschaften. Es folgten Jahre als Werbetexterin für diverse Agenturen und Unternehmen im In- und Ausland.  Ab März 2008 trat sie zum ersten Mal als Autorin in Erscheinung und brachte in Eigenregie die ersten beiden Teile ihres Zukunftsthrillers Sektion 3/Hanseapolis als E-Book heraus. Um das Medium für den Leser attraktiver zu gestalten, integrierte die Autorin interaktive Mouseover Funktionen. Fuhr man mit dem Cursor über besonders gekennzeichnete Stellen, wurden die Gedanken der Protagonisten, Illustrationen sowie technische und gesellschaftliche Informationen in einem separaten Fenster sichtbar. Diese Technik entstand aus der Überlegung heraus, dass im realen Leben die Gedanken der Menschen unsichtbar sind und diese ihnen durch aktives Zutun entlockt werden müssen.
Ende 2008 wurde die Autorin vom Hamburger ACABUS Verlag (Verlagsgruppe Diplomica Verlag) entdeckt. Im Juli 2009 erschien ihr erster Roman Schlangenfutter aus der SF-Krimi-Reihe Sektion 3/Hanseapolis. Im Mai 2010 erschien Band 2 Schattenspiele, 2012 dann Band 3 Präludium, dessen Besonderheit darin besteht, dass er auf den 24 Präludien von Frédéric Chopin aufbaut. Schauplätze der Buchreihe sind die ehemaligen Hansestädte Hamburg und Lübeck im Jahr 2066, die nach einer Flutkatastrophe zu einer Megacity verschmelzen, um überleben zu können. Weitere Schauplätze sind Venedig, London, Osaka und Libyen.
Anfang 2010 wurde Pharo von der Berliner Senatsverwaltung in die Jury des Förderwettbewerbs „Evolving Books – Digitaler Mehrwert für Bücher“ berufen.
Auf der Leipziger Buchmesse 2012 wurde WERKSCHAU vorgestellt: die erste deutschsprachige, multimediale Autoren-App fürs iPad mit den Büchern der Autorin, einem Einblick in ihre kreative Arbeit inklusive Fotos, Soundtracks, Leseproben und Illustrationen.
2012 nahm sie an einem Kreativ-Workshop des Fraunhofer-Institut für System- und Innovationsforschung teil, um mit Experten über diverse Zukunftsszenarien zu diskutieren. Die dazugehörige Studie „Szenarien für die Gigabitgesellschaft“ erschien 2013 als Buch.
Die Autorin lebt im bayerischen Starnberg.

## Werke

### Romane
- Sektion 3/Hanseapolis: Schlangenfutter, ACABUS Verlag 2009
- Sektion 3/Hanseapolis: Schattenspiele, ACABUS Verlag 2010
- Sektion 3/Hanseapolis: Präludium, ACABUS Verlag 2012
- Der Bund der Zwölf, TWENTYSIX, 2016

### Kurzgeschichten
- Schlafende Hunde. In: SF-Anthologie Smaragd Saturn (Herausgeber Michael Milde), Wunderwaldverlag 2010
- Der Junge. In: SF-Anthologie Prototypen und andere Unwägbarkeiten, Begedia-Verlag 2011
- Der Vorhang. In: Erzählband Drachen! Drachen! (Herausgeber: Frank G. Gerigk und Petra Hartmann), Blitz-Verlag 2012
- Der letzte Cowboy. In: Erzählband Die Großstädter, Septime Verlag 2012
- Von Möpsen und Rosinen, TWENTYSIX, 2016
- Im freien Fall, 2019

### Hörbücher
- Jimmy der Mops. Episode 1 der SF-Krimireihe ISAR 2066 (Label Youtunez)
- Frikassee zum Frühstück. Episode 2 der SF-Krimireihe ISAR 2066 (Label Youtunez)
- Trouble in the Bubble. Episode 3 der SF-Krimireihe ISAR 2066 (Label Youtunez)

### Sonstige
- Ein Missetäter der übelsten Sorte. (STELLARIS, Folge 34) Perry Rhodan Heft 2686 (2013)